# ニール・カービィ
ニール・アーネスト・カービィ（Neel Ernest Kearby,1911年6月5日 – 1944年3月5日）は、アメリカ陸軍（陸軍航空軍）の軍人。最終階級は陸軍大佐。
撃墜数22機を誇るエース・パイロット。名誉勲章受勲者。

## 経歴
1911年6月5日、テキサス州ウィチタフォールズで誕生し、幼少期をミネラルウェルズで過ごした。1924年家族と共に同州のアーリントンに転居し、1928年にアーリントン高校を、1936年に北テキサス農業カレッジ（現テキサス大学アーリントン校）を卒業した。
1937年、アメリカ陸軍航空隊に入隊し、テキサス州サン・アントニオにあるランドルフ基地において飛行訓練を受ける。第二次大戦開戦時、カービィはパナマにおりP-39 エアラコブラを操縦していた。1942年10月にはマサチューセッツ州ウェストオーバー基地に移動し第348戦闘航空群に少佐として赴任した。1943年6月カービィは中佐としてオーストラリアのブリスベンにあるアーチャーフィールド基地に到着した。同月、機材であるP-47Dがブリスベンに届き始め、ニューギニアに展開する日本軍を攻撃する長距離ミッションのための訓練を開始した。6月中旬には第348戦闘航空群の3飛行隊（第340、第341、第342）がブリスベンからニューギニアのポートモレスビーへと進出した。第348戦闘航空群は1944年11月までニューギニアおよびヌムフォア島を拠点として哨戒、偵察、爆撃機の護衛をニューギニア各地およびニューブリテン島に対して行なった。第348戦闘航空群は南西太平洋方面で初めてのP-47サンダーボルトを運用する部隊であった。
　第348戦闘航空群の指揮官であったカービィが最初の撃墜を記録したのは1943年9月4日であった。同月15日には2機目の日本機を撃墜した。10月11日、カービィは4機のP-47を率いてウェワクの日本軍基地を偵察するために飛び立ち、これを達成した。その帰投途上で日本の36機の戦闘機に護衛された爆撃機12機の編隊を発見、数的劣勢および残り少ない燃料にもかかわらず攻撃命令を下した。この一連の戦闘でカービィは6機を撃墜し、マッカサー将軍から名誉勲章を受賞することとなった。
11月には12機を撃墜し、カービィは第5空軍司令部要員として転属することとなった。しかし、カービィは戦うことを望み可能な限り戦闘任務に参加して、彼の撃墜数は伸びていった。一時リチャード・ボングと太平洋戦線における陸軍航空隊エースの座を競うまでになっていた。1944年3月を迎えるまでにはカービィの撃墜数は21機に達していた。3月5日2機の僚機を率いたカービィはウェワク近郊で飛行第208戦隊の九九式双発軽爆撃機3機と交戦状態に入った。1機を撃墜した後、カービィ自身も第77戦隊の一式戦闘機隼5機に奇襲を受けて撃墜された。パラシュート降下したが、撃墜された際に操縦席付近に被弾していたことなどが要因となり助からなかった。
遺体は1947年に発見されたが、その後2年間は彼自身のものとは分からなかった。1949年7月に、彼の遺体はテキサス州ダラスに埋葬された。

## 戦術
「完璧な戦闘指揮官 “ perfect combat leader“」とあだ名されたカービィの戦術は、P-47の特長を存分に引き出したものであった。それはターボチャージャーに裏付けられた高空性能を生かして上空に占位し、並はずれた速度で急降下して8丁のブローニング 12.7 mm 機関銃で敵を粉砕するという、一撃離脱に徹した戦い方だった。

## その他
カービィは名誉勲章の他、5回のエア・メダル、4回の殊勲飛行十字章、2回のシルバースター、またパープルハート章を受賞している。愛機のニックネームは“Fiery Ginger IV “。オハイオ州デイトンにある国立アメリカ空軍博物館で展示されているP-47には“Fiery Ginger IV “の塗装が施されており、その傍らには墜落地点から回収された実機の垂直尾翼の一部が展示されている。